# Здоров'я (парк-пам'ятка садово-паркового мистецтва)
Здоро́в'я — парк-пам'ятка садово-паркового мистецтва загальнодержавного значення в Україні. Об'єкт природно-заповідного фонду Волинської області. 
Розташований у межах Турійського району Волинської області, при південній околиці смт Луків. 
Площа 13,6 га. Статус надано згідно з Указом Президента України від 20.08.1996 року № 715/96. Перебуває у віданні тублікарні ст. Мацеїв Львівської залізниці. 
Статус надано для збереження мальовничого парку, створеного у другій половині ХІХ століття. У парку зростають кущі та дерева (дуб звичайний, липа дрібнолиста, ясен звичайний, гіркокаштан звичайний), вік деяких з них — понад 250 років. 

## Галерея

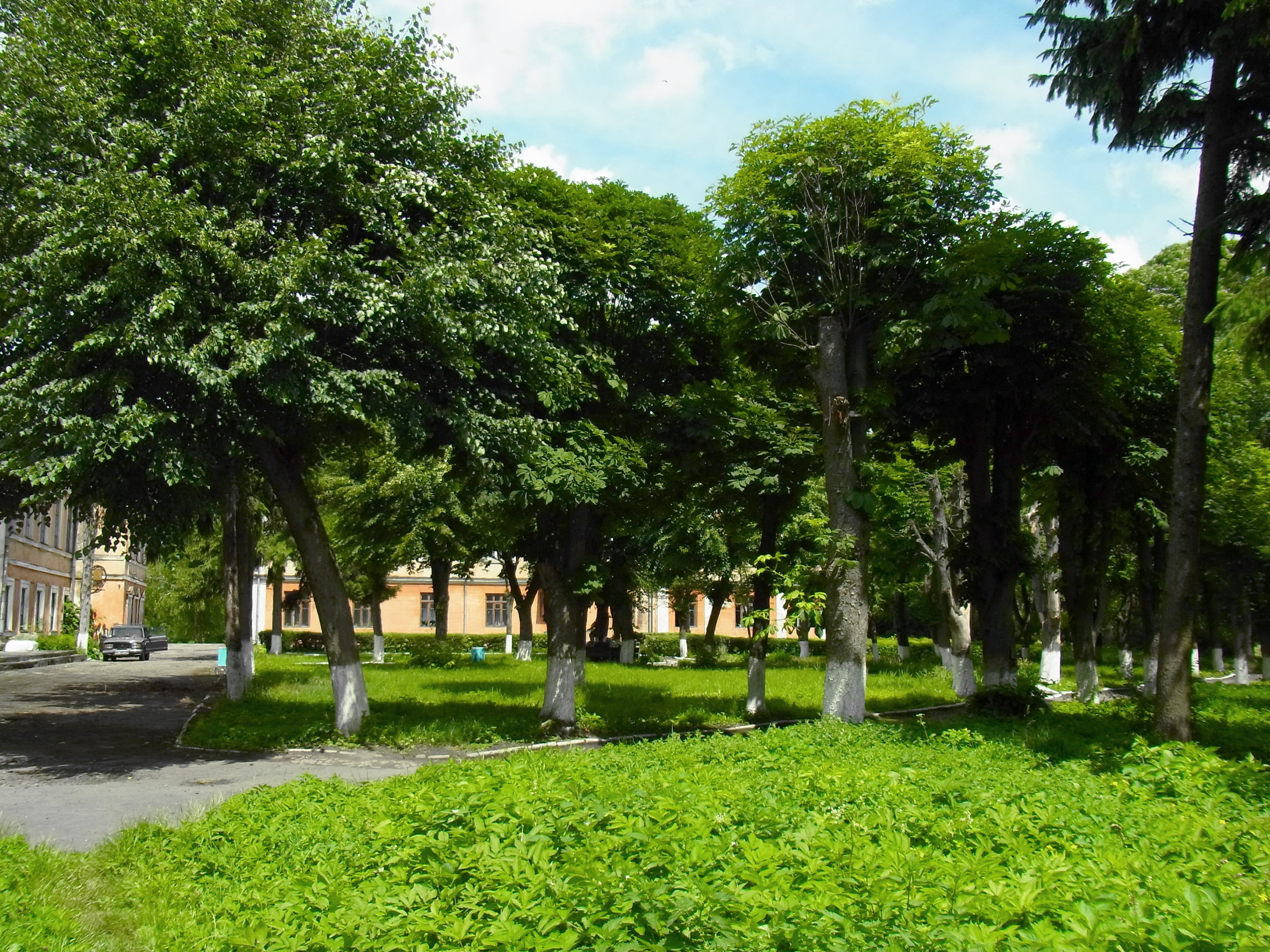
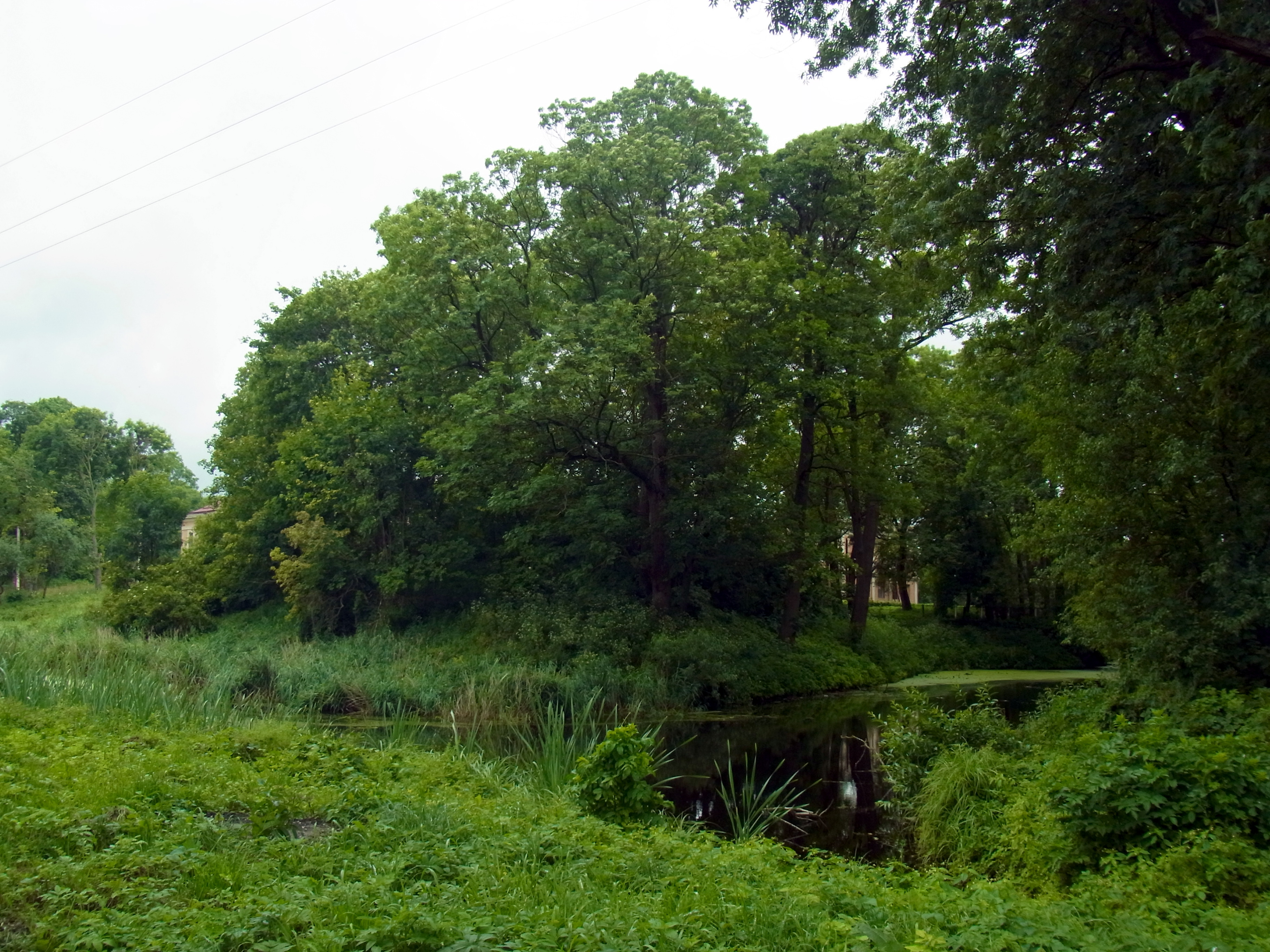
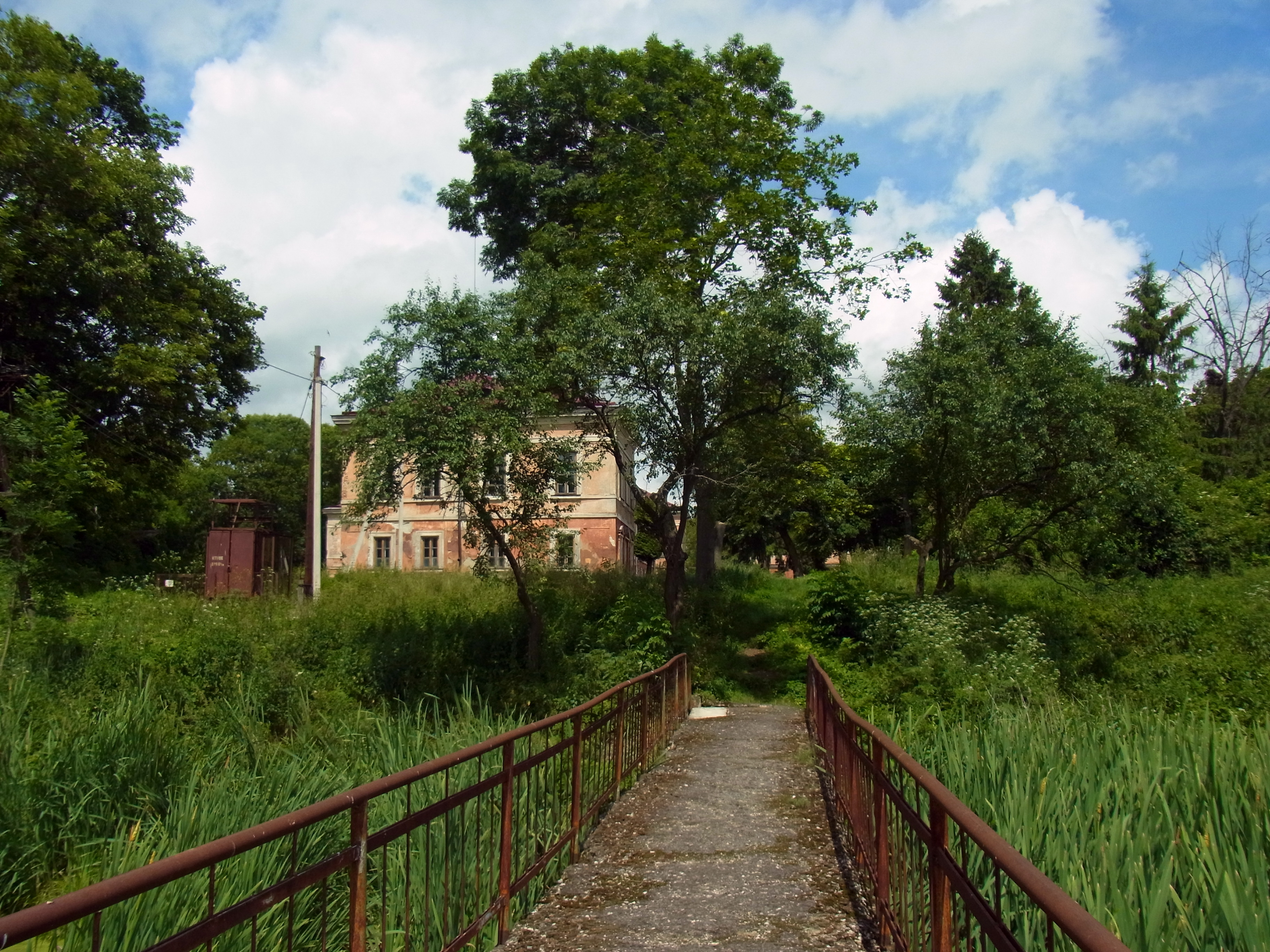
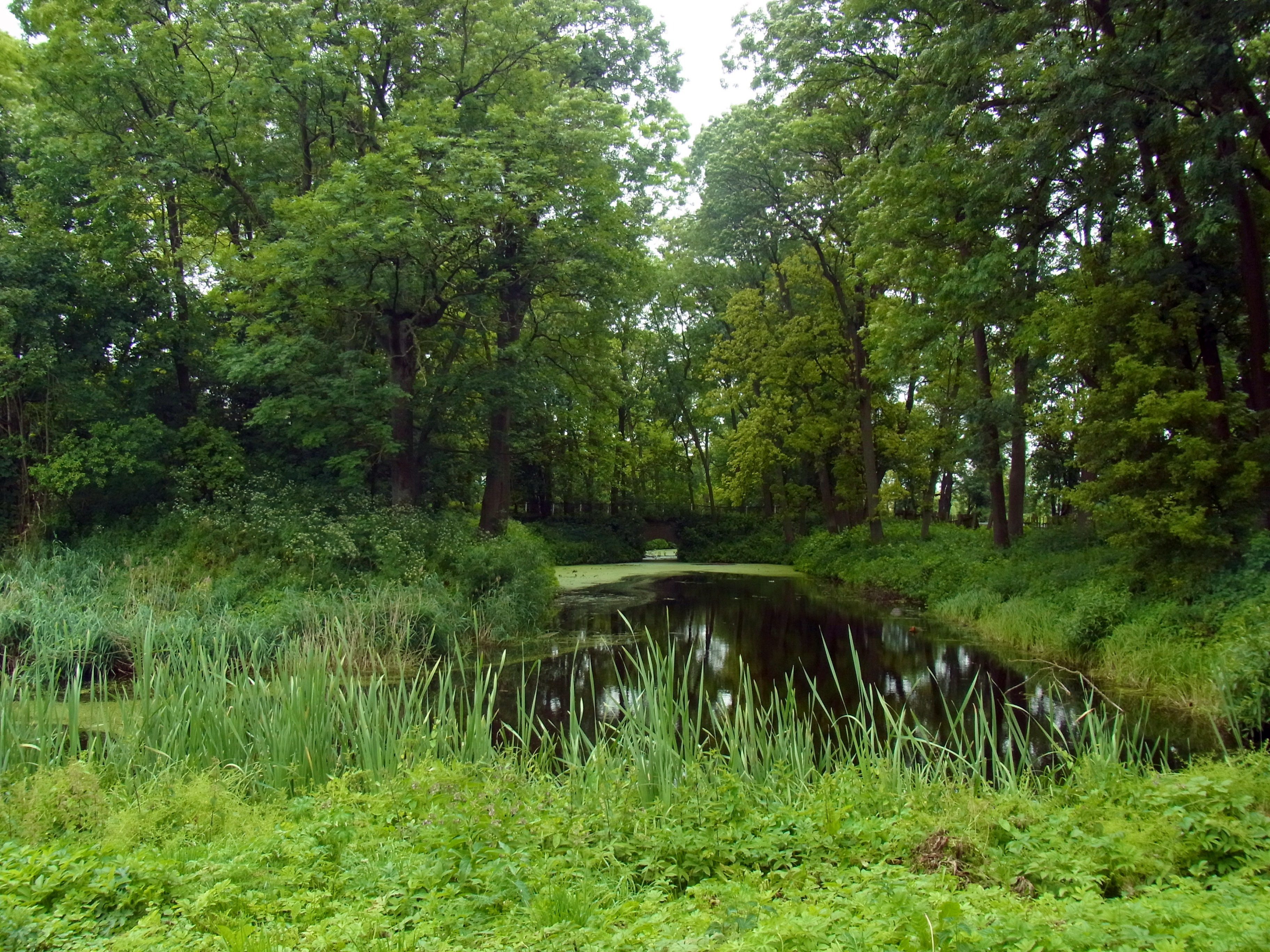
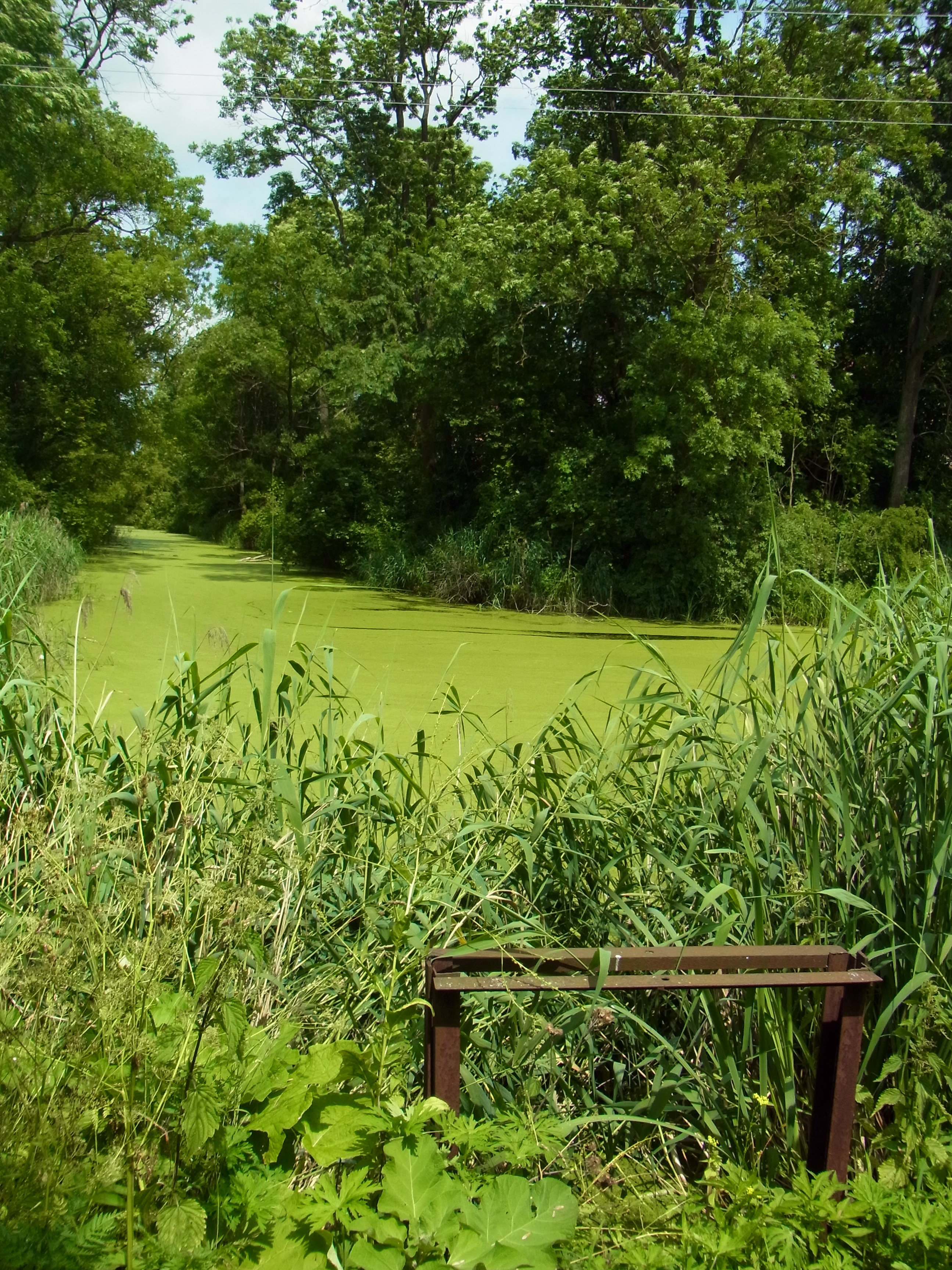